# Konjugerat system

Strukturformel för butadien. Enkel- och dubbelbindningarna bildar ett konjugerat system.

Ett konjugerat system är ett system av kemiska bindningar i organiska föreningar som oftast kännetecknas av omväxlande enkel- och multipelbindningar (oftast dubbelbindningar, till exempel C=C–C=C–C) och att elektroner delokaliseras över alla dessa bindningar. Elektronerna som delokaliseras tillhör inte någon specifik bindning eller atom utan hela gruppen. Ett exempel är butadien (C4H6) som har ett system med 4 elektroner över och under C=C–C=C-kedjan. Delokaliseringen i konjugerade system ökar stabiliteten och minskar därmed molekylens totalenergi. För att konjugering ska vara effektiv måste dubbelbindningarna ligga i samma plan.

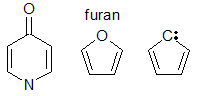
Konjugering kan upprätthållas genom olika grupper med lediga p-orbitaler. Syreatomen i furan (mitten) ingår i det konjugerade systemet, liksom kväveatomen och karbonylkolatomen i 4-pyridon (vänster) och kolatomen med ett fritt elektronpar i cyklopentadienidanjonen (höger).

Mer specifikt bildas konjugerade system genom samverkan mellan intilliggande parallella p-orbitaler (som inte ingår i sigmabindningarna mellan atomerna). I Lewisstrukturen för en molekyl kan dessa p-orbitaler ingå i dubbelbindningar eller innehålla fria elektronpar. Förutom kolatomer kan även syre- och kväve-atomer bidra med p-orbitaler till ett konjugerat system. Grupper som har en atom i den konjugerade kedjan och en annan utanför kan också bidra till konjugerade system, exempel på detta är karbonylgrupper (C=O), imingrupper (C=N) och vinylgrupper (C=C).
Konjugerade system har unika egenskaper som ger upphov till starka färger. Många pigment innehåller konjugerade system, till exempel betakarotens långa konjugerade kolvätekedja som skapar en stark orange färg. När en elektron i systemet absorberar en foton med rätt våglängd kan den övergå till en högre energinivå (se partikel i låda). De flesta sådana övergångar är från en bindande π-orbital till en antibindande π-orbital (π till π*), men icke-bindande elektroner kan också övergå till antibindande orbitaler (n till π*). Konjugerade system med färre än åtta konjugerade dubbelbindningar absorberar bara ultraviolett ljus och är därför färglösa för människor. För varje dubbelbindning som tillkommer absorberar systemet fotoner med längre våglängd (och lägre energi). Denna absorption av ultraviolett och synligt ljus kan kvantifieras med UV/vis-spektroskopi, och är grunden för forskningsfältet fotokemi.
Den del av en molekyl som kan absorbera synligt ljus kallas kromofor, och är uppbyggd runt ett konjugerat system. Kromoforer förekommer i många olika organiska föreningar och finns ibland i polymerer som är färgade eller lyser i mörker. Färgerna skapas oftast av konjugerade ringsystem, som kan innehålla C=O- och N=N-bindningar såväl som konjugerade C–C-bindningar.

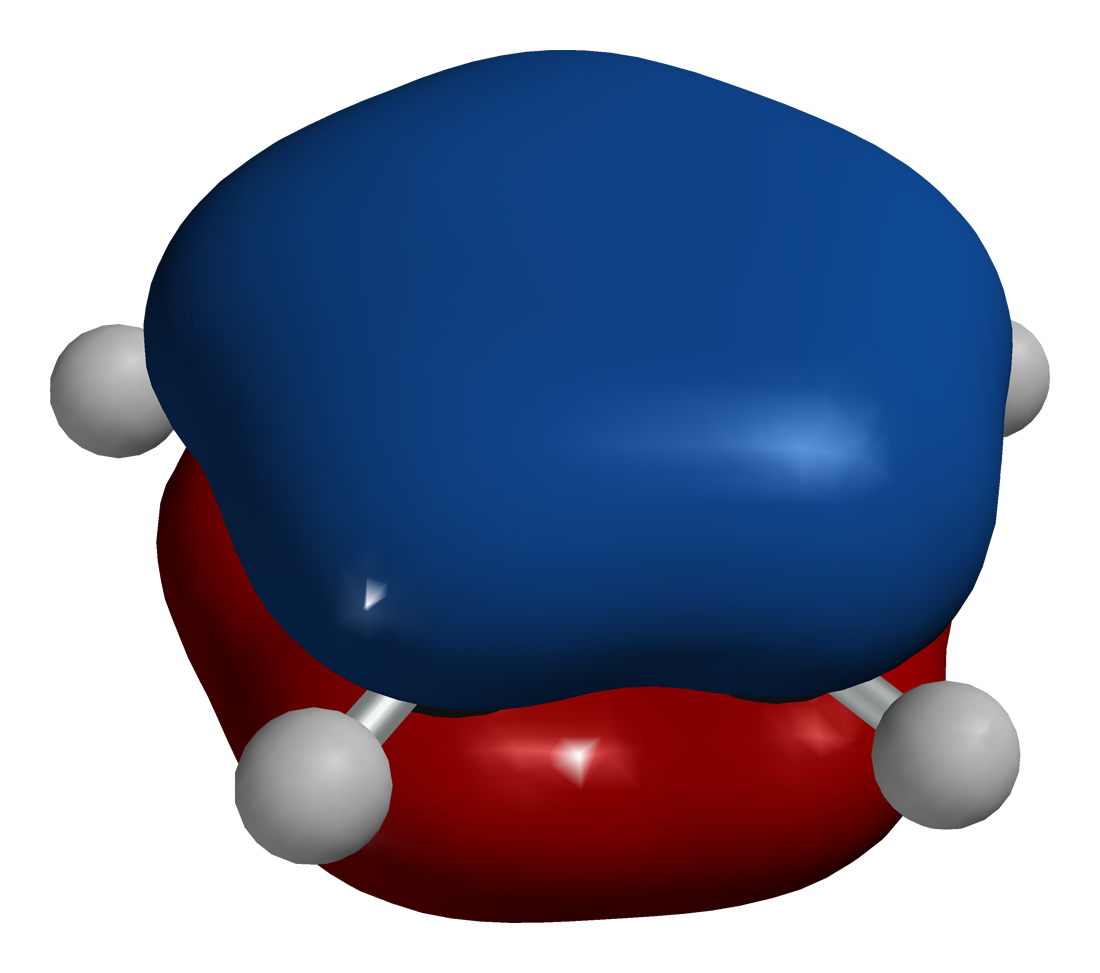
Den lägsta π-orbitalen i cyklopentadienidanjonen. På grund av konjugering har jonen femfaldig symmetri.

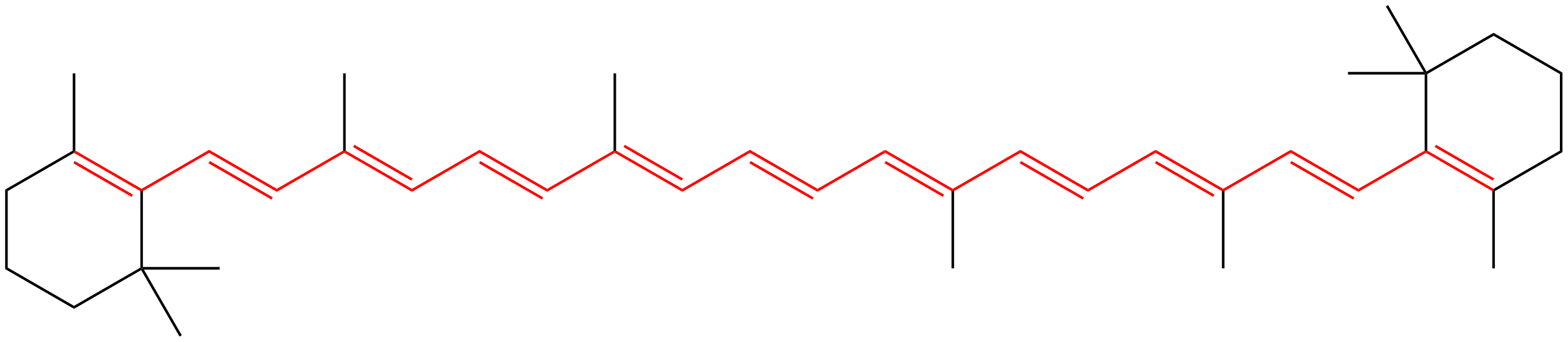
Strukturformel för betakaroten. De elva konjugerade dubbelbindningarna som bildar molekylens kromofor är markerade i rött.

Cyklooktatetraens viktigaste konformation. De intilliggande dubbelbindningarna ligger inte i samma plan, så de bildar inte ett konjugerat system.

Konjugation i plana cykliska strukturer ger upphov till aromaticitet eller antiaromaticitet (beroende på antalet atomer som ingår, se Hückels regel). Aromatiska föreningar är ovanligt stabila. Antiaromatiska föreningar är däremot instabila, och har i praktiken ofta konformationer som inte är plana, för att inte vara antiaromatiska.

## Vanliga exempel på konjugerade system
- Diener
- Vitamin D
- Vitamin A
- Bensen
- Polyener